# Chiesa di Santa Maria alle Pertiche

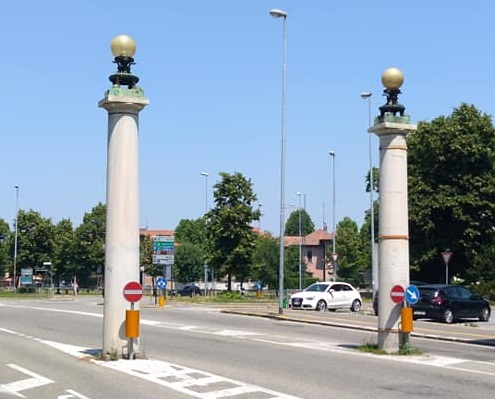
Due colonne che facevano parte della chiesa, oggi ricollocate presso la vicina Porta Milano

La chiesa di Santa Maria alle Pertiche (Sancta Maria ad Perticas) era una chiesa di Pavia, fondata dai Longobardi nel VII secolo e ora distrutta. È nota solo attraverso scavi, ricostruzioni e da alcuni disegni; tra questi, uno schizzo della pianta di Leonardo da Vinci e una dettagliata incisione settecentesca.

## Storia
Secondo lo storico longobardo Paolo Diacono la chiesa è stata fondata nel 677, fuori dalle mura della città, quando Pavia era la capitale del Regno longobardo, dalla regina Rodelinda, moglie di Pertarito re dei Longobardi (672-688). Ella venne probabilmente sepolta qui e non nella chiesa di San Salvatore assieme al marito. Era una delle architetture più interessanti della città. 
Presso la chiesa avvennero anche incoronazioni regie, come quella di Ildebrando nel 735. La chiesa sorgeva nel luogo di un antico sepolcreto longobardo (forse una delle motivazioni ideologiche che portarono all'erezione della chiesa sopra di esso era la loro commemorazione) caratterizzato dalla presenza di perticae, aste sormontate da immagini di uccelli di origine pagana, esempio quindi di sincretismo o sintesi religiosa attraverso il riutilizzo in chiave cristiana di un luogo sacro pagano.
Venne seppellita in questa chiesa anche Ragintruda, moglie di Ildeprando.
Nel XIII secolo la chiesa fu elevata a parrocchia e, accanto ad essa, sorse un monastero cistercense femminile, detto anche di Santa Maria Mater Domini, che deteneva vasti beni nel contado di Pavia a Sartirana e Casei Gerola. Tuttavia, a partire dal 1360, gran parte degli edifici monastici furono fatti demolire da Galeazzo II Visconti, per lasciare spazio al cantiere del castello Visconteo. Forse durante il suo soggiorno a Pavia nel 1490 o in occasione di altre sue visite in città, Leonardo da Vinci visitò la chiesa e ne lasciò un disegno della pianta all'interno del codice Atlantico. 
Nel 1576 la chiesa fu affidata frati agostiniani di Sant'Ambrogio ad Nemus, che la terranno fino al 1644, e successivamente passò, nel 1671, ai carmelitani, che vi rimasero fino alla soppressione dell'ente nel 1782. La parrocchia, che nella visita pastorale effettuata da Angelo Peruzzi nel 1576 contava circa 1.000 anime da comunione, nel 1769 era amministrata da 16 sacerdoti e 15 chierici. Nel 1788, in base al piano governativo di riordino delle circoscrizioni ecclesisitiche urbane, la parrocchia fu soppressa e la chiesa divenne sussidiaria di quella di San Francesco. L'edificio fu sconsacrato e poi demolito definitivamente nel 1815. Due colonne della chiesa sono state trasportate nel Museo Civico di Pavia, altre due colonne sono invece state utilizzate come abbellimento per Porta Milano sempre a Pavia.
Della chiesa rimangono alcuni resti nell'interno dell'edificio di Via Santa Maria delle Pertiche al numero 3: rimane il chiostro quattrocentesco che era annesso alla chiesa e dei resti di colonne in marmo complete di capitelli. Altre tracce sono presenti nelle abitazioni civili costruite sul sito della chiesa dopo la sua demolizione.

## Architettura

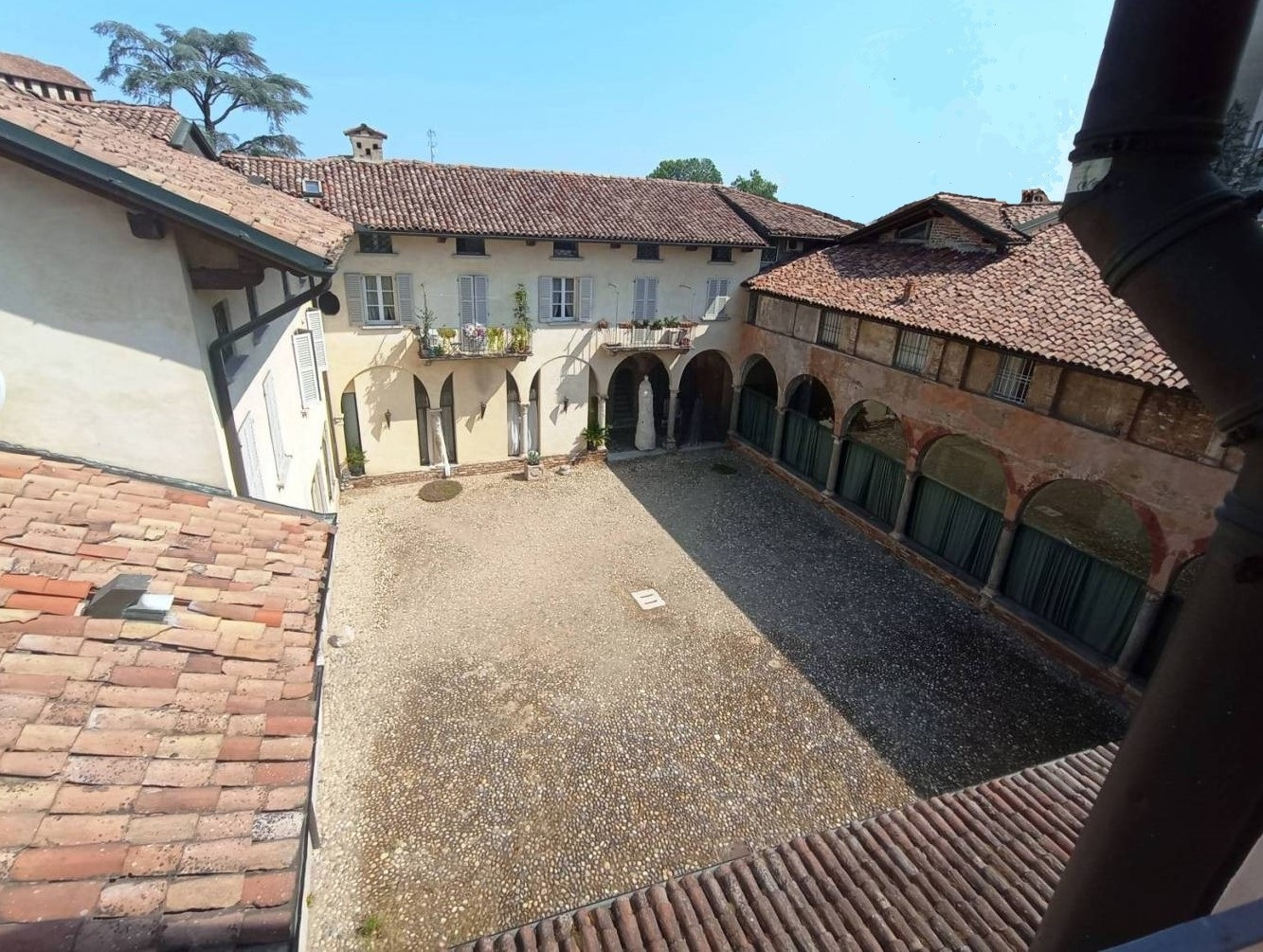
Il chiostro della chiesa, XV secolo.

La chiesa aveva una pianta circolare con un deambulatorio che formava un anello delimitato da sei colonne. Il corpo centrale, a differenza delle basiliche a pianta circolare di Bisanzio o di Ravenna (per esempio, San Vitale), era estremamente slanciato. Pare che la chiesa fece da modello per architetture successiva come la Cappella Palatina di Aquisgrana o la chiesa di Santa Sofia a Benevento.
L'incisione settecentesca, realizzata dall'architetto Veneroni su incarico del marchese Pio Bellisoni, «ci dà un'idea del monumento e degli edifici annessi nel 1772, cioè poco prima della distruzione, ma ce lo presenta profondamente trasformato con un'altissima cupola sostenuta da sei colonne, una specie di ambulacro, un grande presbiterio, ed un lungo corridoio d'ingresso senza ornamenti di sorta».
L'originario impianto di età longobarda subì, tuttavia, numerosi rimaneggiamenti nei secoli successivi: tra il 1502 e il 1505 fu ricostruito l'altare maggiore e venne aggiunto alla chiesa un coro. Durante questi interventi furono rinvenute molte sepolture e vennero quindi allestite due grandi sale, che i fedeli potevano contemplare tramite aperture chiuse da inferriate, nelle quali furono collocate le ossa rinvenute.